# Jens Ulstrup
Jens Ulstrup (født 23. juni 1941 på Frederiksberg) er en dansk kemiker og professor i uorganisk kemi ved Institut for Kemi på Danmarks Tekniske Universitet siden 1984.
Han har især arbejdet med elektronprocessor i elektrokemiske og biokemiske systemer og har haft et stort internationalt samarbejde. Han har bl.a. skrevet en lærerbog om elektrontransportprocesser med sin russiske kollega Alexander M. Kuznetsov.
Han blev uddannet mag. scient i kemi på Københavns Universitet i 1964 og modtog en doktorgrad 1981. Han er medlem af Fellow of Royal Society i kemi, Akademiet for de Tekniske Videnskaber og Det Kongelige Videnskabernes Selskab.
Som forsker har han modtaget flere priser heriblandt Carlsbergs Mindelegat for Brygger J. C. Jacobsen (2003) og Katsumi Niki Prize i bioelektrokemi (2004), som den første til at modtage prisen, der bliver uddelt af International Society of Electrochemistry.
I april 2013 blev han udnævnt til æresdoktor ved Shandonguniversitetet i Beijing. I 2007 modtog han Julius Thomsens Guldmedalje.

### Bøger
- 1999 Electron Transfer in Chemistry and Biology ISBN 9780471967491[2]
- 1999 Elements of the trigger and enzyme function of calcium[6]
- 2007 Bioinorganic Chemistry ISBN 9781402064999[7]

### Videnskabelige artikler
- "Side Effect of Good's Buffers on Optical Properties of Gold Nanoparticle Solutions", Christian Engelbrekt, Michal Wagner, Mikkel Undall-Behrend Christiansen, Hans Erik Mølager Christensen, Xiuzhen Qian, Jens Ulstrup, Chongjun Zhao, Jingdong Zhang, ChemElectroChem 2016, 3, 1212–1218. https://doi.org/10.1002/celc.201600135
- "Characterizing the Kinetics of Nanoparticle-Catalyzed Reactions by Surface-Enhanced Raman Scattering"; Virginia Joseph, Christian Engelbrekt, Jingdong Zhang, Ulrich Gernert, Jens Ulstrup, Janina Kneipp, Angew. Chem. Int. Ed. 2012, 51, 7592–7596. https://doi.org/10.1002/anie.201203526
- "Green synthesis of gold nanoparticles with starch–glucose and application in bioelectrochemistry"; Christian Engelbrekt, Karsten H. Sørensen, Jingdong Zhang, Anna C. Welinder, Palle S. Jensen, Jens Ulstrup, J. Mater. Chem. 2009, 19, 7839. https://doi.org/10.1039/b911111e
- "Single-Molecule Electron Transfer in Electrochemical Environments"; Jingdong Zhang, Alexander M. Kuznetsov, Igor G. Medvedev, Qijin Chi, Tim Albrecht, Palle S. Jensen, Jens Ulstrup, Chem. Rev. 2008, 108, 2737–2791. https://doi.org/10.1021/cr068073+
- "Hydrogen Evolution on Supported Incomplete Cubane-type [Mo3S4]4+ Electrocatalysts"; Thomas F. Jaramillo, Jacob Bonde, Jingdong Zhang, Bee-Lean Ooi, Klas Andersson, Jens Ulstrup, Ib Chorkendorff, J. Phys. Chem. C 2008, 112, 17492–17498. https://doi.org/10.1021/jp802695e
- "Adsorption and In Situ Scanning Tunneling Microscopy of Cysteine on Au(111): Structure, Energy, and Tunneling Contrasts"; Renat R. Nazmutdinov, Jingdong Zhang, Tamara T. Zinkicheva, Ibragim R. Manyurov, Jens Ulstrup, Langmuir 2006, 22, 7556–7567. https://doi.org/10.1021/la060472c